# Paula Ballesteros Triguero
Paula Ballesteros Triguero (Madrid, 13 de julio de 1982) es una actriz y diseñadora de moda española. 

## Biografía
Hermana de las también actrices Mónica, Elena y Patricia Ballesteros, es conocida por su participación en la exitosa serie de Telecinco, Médico de familia. Interpretó durante las 9 temporadas de la serie el personaje de Ruth, la mejor amiga de María (Isabel Aboy), personaje que empezó siendo secundario y que con el paso de las temporadas adquirió mayor protagonismo, pasando a ser protagonista en la novena temporada.
Tras finalizar Médico de familia, comenzó sus estudios de diseño de moda en Escocia trabajando como asesora de imagen, personal shopper y estilista de actores para múltiples eventos.
También ha aparecido en un episodio de Los Serrano o en El comisario.